# Hidžra
Hidžra, rjeđe hedžra,  naziv je pod kojim muslimani podrazumijevaju preseljenje Muhameda i njegovih sljedbenika iz Meke u Medinu.
Preseljenje je bilo postupno: oko 313 muslimanskih obitelji tijekom tri mjeseca iselilo se u Medinu zbog nemogućnosti obavljanja svoje vjere, islama, u rodnom gradu Meki. Hidžra se odigrala između mjeseci muhàrema i rebiulèvela 622. godine. Zadnji se preselio sam Muhamed s prijateljem Ebu Bekrom i to upravo u noći u kojoj su Mekanci (Mečani) pokušali provesti atentat na njega. Nakon hidžre Medina je postala središte Muhamedovoga djelovanja i promijenila ime Jesrib u Medinetu Resulillah (grad Alahovog Poslanika) ili još kraće Medina.
Hidžra je događaj koji je uzet za početnu točku novoga, hidžretskoga ili islamskoga kalendara.

## Vanjske poveznice
- Hidžra (hedžra) Hrvatska enciklopedija, mrežno izdanje, gl. ur. Slaven Ravlić. Leksikografski zavod Miroslav Krleža. Zagreb. 2016.Pristupljeno 24. siječnja 2017.